# 華劣克

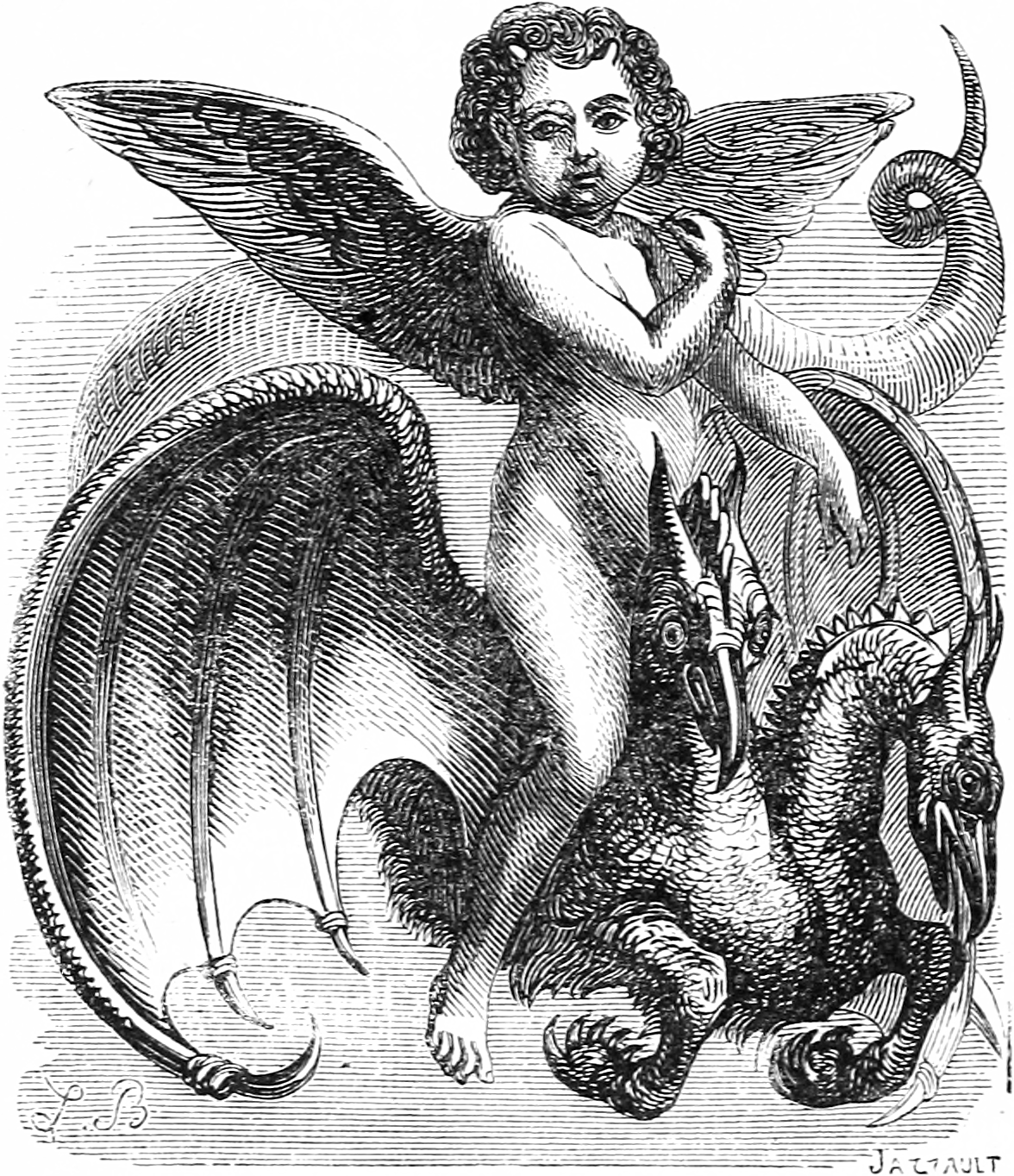
地獄辭典中的瓦拉克

華劣克（英語：Valac），为所羅門七十二柱魔神中排第62位的魔神，位統領袖，或叫「瓦拉克」（Volac）。擁有與財寶相關的知識，也能看見蛇所看見的一切，並驅使蛇聽從召喚者。
樣貌據說是一個騎在雙頭龍上的兒童，背上有天使的翅膀。

## 大眾文化
- 厲陰宅宇宙系列電影中，瓦拉克被重新設計為鬼修女的形象，為主要反派之一。
- 漫畫《入間同學入魔了！》 中的瓦拉克·克拉拉，其姓氏即是源自所羅門七十二柱魔神中排第62位魔神瓦拉克。
- 遊戲《神魔之塔》的角色 私語領袖 · 華劣克